# وفاء البقالي
وفاء البقالي هي سياسية ونائبة برلمانية مغربية وُلدت في مدينة الرباط في المغرب.

## مسيرتها المهنية
أنتخبت وفاء البقالي كعضو في البرلمان المغربي في الانتخابات التشريعية المغربية لعام 2016 وحتى عام 2021 عن الدائرة الانتخابية الوطنية الجزء الأول المخصص للنساء كممثلة لحزب التجمع الوطني للأحرار، وضمن الكتلة البرلمانية للتجمع الدستوري، وكانت عضو في لجنة مفوضية القطاعات الاجتماعية في البرلمان المغربي. كانت وفاء البقالي أيضًا أول امرأة مغربية تحظى بعضوية البرلمان العربي التابع لجامعة الدول العربية.

## التكريمات والجوائز
حظيت وفاء البقالي بتكريم البرلمان العربي التابع لجامعة الدول العربية خلال جلسته التي عُقدت في 16 أكتوبر عام 2021 والتي أقيمت في القاهرة بمصر، وكان التكريم عن جهودها الدبلوماسية التي ساهمت في تعزيز العلاقات المشتركة بين البلدان العربية خلال فترة عضويتها بالبرلمان العربي.